# گرازهای وحشی (فیلم)
گرازهای وحشی (به انگلیسی: Wild Hogs) فیلمی به کارگردانی والت بکر و محصول سال ۲۰۰۷ آمریکا است.

## داستان
چهار دوست صمیمی و میانسال به اسامی داگ، وودی، بابی و دادلی که آخر هفته‌ها همیشه با هم تفریح می‌کنند، تصمیم می‌گیرند برای دوری از زندگی و مشکلات آن، سفری یک هفته‌ای را با موتورسیلکتهای خود از کنتاکی به سواحل غربی آمریکا آغاز کنند و نام گروه خود را نیز گرازهای وحشی می گذارند . آنها در بین راه به یک گروه از موتور سیکلت سوارهای حرفه‌ای و شرور به اسم دل فوگاس بر می‌خورند که رهبری آنها را مرد خشن و بی رحمی به اسم جک بر عهده دارد . خوک‌های وحشی از چنگ این گروه گریخته و برای استراحت وارد رستوران یک شهر کوچک می‌شوند...